# Гароза (Елгавский край)
Гароза (латыш. Garoza) — населённый пункт в Елгавском крае Латвии. Входит в состав Салгальской волости. Находится на берегу реки Гароза у региональной автодороги P93 (Елгава — Иецава). По данным на 2015 год, в населённом пункте проживало 357 человек.

## История
В советское время населённый пункт входил в состав Сидрабенского сельсовета Елгавского района. В селе располагалась центральная усадьба колхоза «Друва». В 2009—2021 гг. входил в состав ныне упразднённого Озолниекского края.